# Napoléon Peltzer

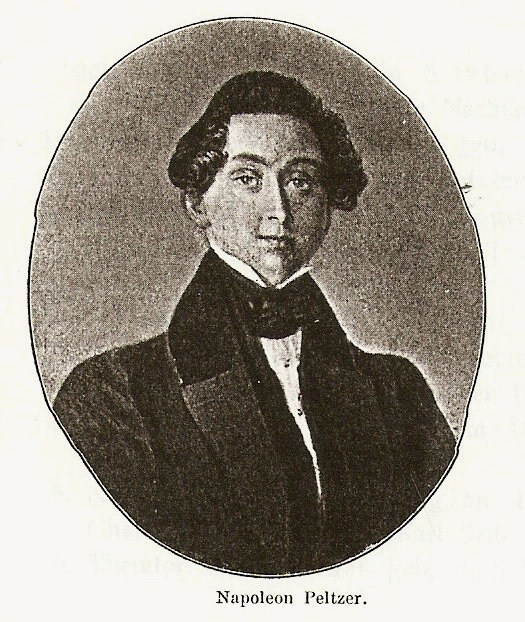
Napoléon Peltzer

Napoléon Peltzer (* 28. Juni 1802 in Wenau; † 10. Dezember 1889 in Narva) war ein deutscher Tuchfabrikant in Russland und Förderer der russischen Feintuchindustrie.

## Leben und Wirken
Der Sohn des Kaufmanns und Weisweiler Bürgermeisters Johann Wilhelm Peltzer (1770–1849) und der Anna Sophia Esser (1768–1841) stammte von der im Raum Stolberg ansässigen Kupfermeisterfamilie Peltzer ab. Doch mit dem Niedergang des Kupferhandwerks seit der Jahrhundertwende sah Napoléon in dieser Branche für sich keine Zukunft und beantragte deshalb am 22. April 1822 eine Auswanderungsgenehmigung, mit der er zunächst nach Maastricht und anschließend nach Moskau emigrierte. Dort begann er ein Volontariat in der neu gegründeten Tuchfabrik von Koshewnikow. Alsbald folgten auf seine Vermittlung hin vier seiner Geschwister nach Moskau, um sich dort ebenfalls beruflich und privat zu etablieren. Napoléon Peltzer selbst machte in den nächsten Jahren große Fortschritte und errang mit seinen Tuchkreationen auf der Moskauer Industrieausstellung im Jahre 1832 eine Goldmedaille. 
Im Jahr 1845 folgte Peltzer einem Ruf des Sankt Petersburger Bankiers Ludwig Stieglitz nach Narva im heutigen Estland, wo er mit dessen finanzieller Unterstützung eine insolvente Tuchfabrik übernahm. In kürzester Zeit gelang es Peltzer, diese Fabrik auf den damaligen neuesten Stand umzustrukturieren und sie zu einer der renommiertesten Tuchfabriken Russlands zu machen. Dort wurden fast ausschließlich Stoffe für die Kaiserlich Russische Armee fabriziert. Noch im Jahre 1880 verwandelte er diese Fabrik in eine Aktiengesellschaft um, deren Anteile aber weiterhin in Familienbesitz verblieben. Darüber hinaus setzte sich Peltzer ausdrücklich für die sozialen Belange der Arbeiter ein. 
Durch seine Erfolge erlangte die Familie Peltzer in Russland zu Reichtum und Ansehen und in Napoléons Haus waren Großfürsten und Handelsherren, der deutsche Kaiser Wilhelm I. und der russische Zar Alexander II. zu Gast. Für seine Verdienste um die Förderung und Entwicklung der russischen Feintuchindustrie und um das Wohl seiner Arbeiterschaft wurde Peltzer unter anderem mit dem Sankt-Stanislaus-Orden II. und III. Klasse und dem  Russischen Orden der Heiligen Anna geehrt.
Nach seinem Tod übernahm sein Sohn Eduard von Peltzer als Direktor die Fabrik in Narva und danach bis zur russischen Februarrevolution noch dessen Sohn Hans von Peltzer. Zuvor war bereits auch Napoléons Sohn Robert von Peltzer in die elterliche Fabrik eingetreten, wo er die Produktionsleitung übernommen hatte und später Mehrheitsaktionär wurde.

## Familie
Napoléon Peltzer war verheiratet mit Katharina Mollenhauer (1820–1878) und hatte mit ihr zehn Kinder. Sein Sohn Eduard von Peltzer, geb. zu Moskau am 28. Januar 1837, Besitzer der Güter Moloskowitz und Gawrilowsky im Gouvernement St. Petersburg, Tuchfabrikant und Direktor der Narvaer Tuchfabrik, erhielt im Jahre 1894 auf sein Ansuchen hin vom Fürsten von Reuß die Anerkennung des alten Adels und wurde am 11. Januar 1897 von Kaiser Wilhelm II. von Deutschland in den erblichen Adelstand erhoben. 
Über seinen Sohn Otto (1850–1917) ist Napoléon Peltzer der Urgroßvater der Schriftstellerin Isabella Nadolny, geborene Peltzer (1917–2004), die den Sohn des Diplomaten Rudolf Nadolny, Burkhard Nadolny (1905–1968), geheiratet hatte und deren gemeinsamer Sohn Sten Nadolny (* 1942) ist.